# 小行星8493
小行星8493（英語：8493 Yachibozu）是一颗围绕太阳公转的小行星。1990年1月30日，松山正則、渡邊和郎在钏路市发现了此天体。
这颗小行星的绝对星等为217.0553873165097等。